# Mau-Wald

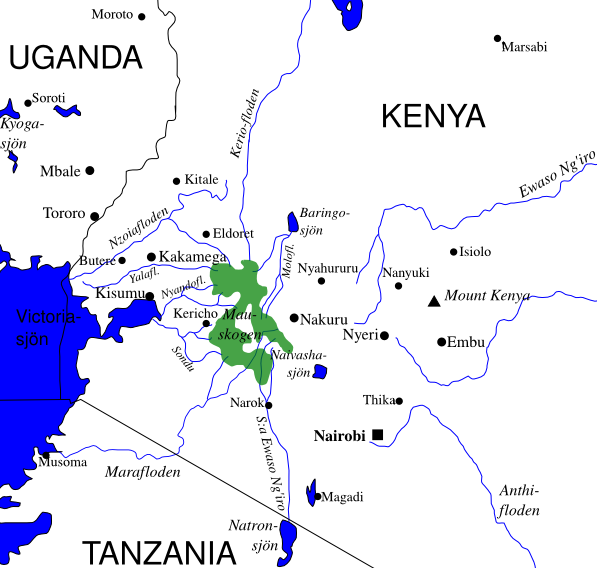
Übersichtskarte, der Mau-Wald ist grün eingezeichnet.

Der Mau-Wald ist ein Bergwald im Rift Valley in Kenia und der größte indigene Wald in Ostafrika. Er erstreckt sich über eine Fläche von 273.300 Hektar und über eine Höhe zwischen 1800 und 3000 Meter über dem Meeresspiegel. Zwölf der kenianischen Flüsse entspringen im Mau-Wald, darunter der südliche Uaso Nyiro, der Sondu River, der Mara River und der Njoro River. Diese Flüsse speisen den Victoriasee, den Nakurusee und den Natronsee in Tansania. Der Mau-Wald war die ursprüngliche Heimat der Okiek und dient den Nomaden der Massai während der Trockenzeit als Weideland für das Vieh.

## Flora und Fauna

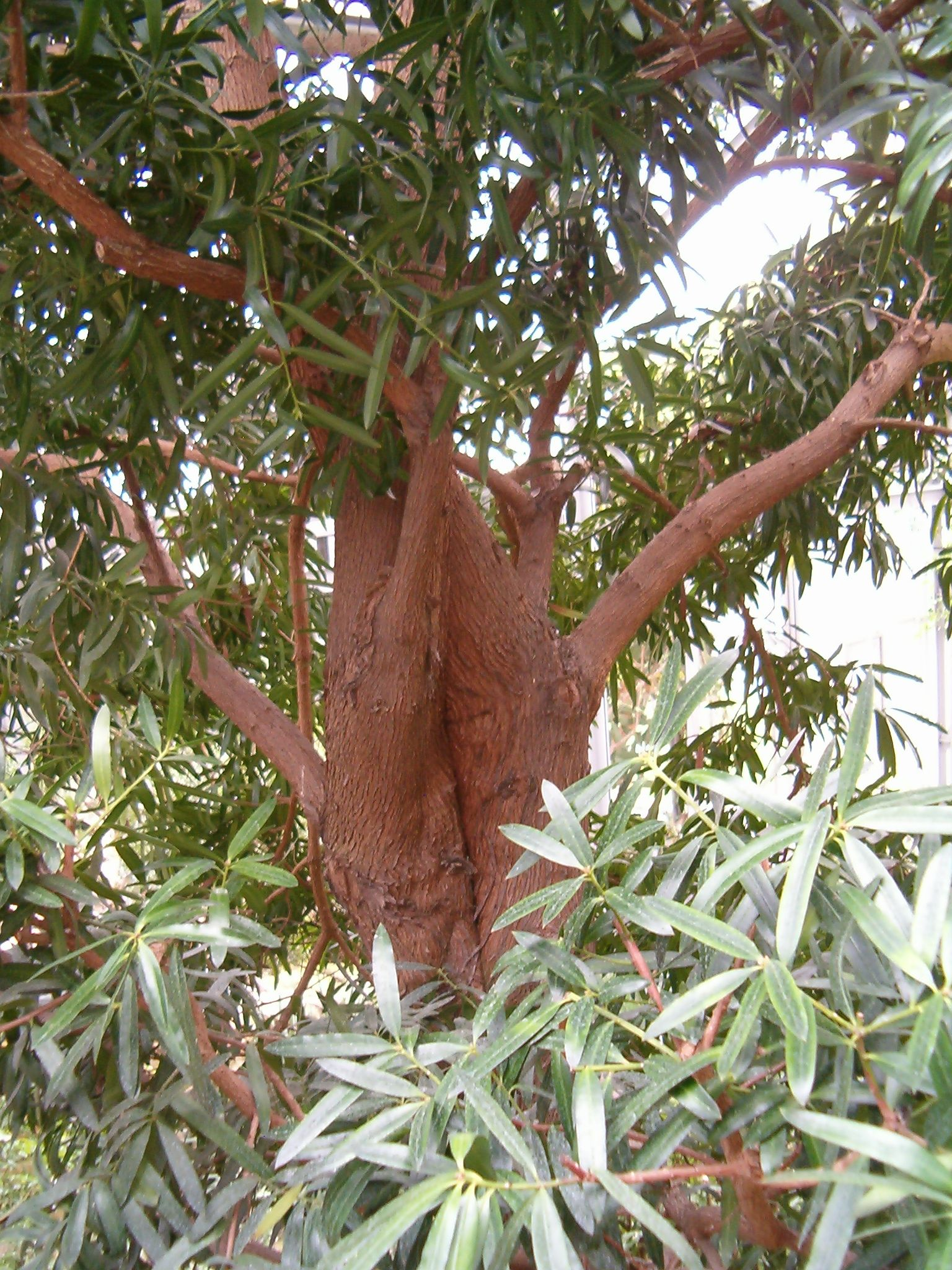
Breitblättrige Steineibe (Podocarpus latifolius)

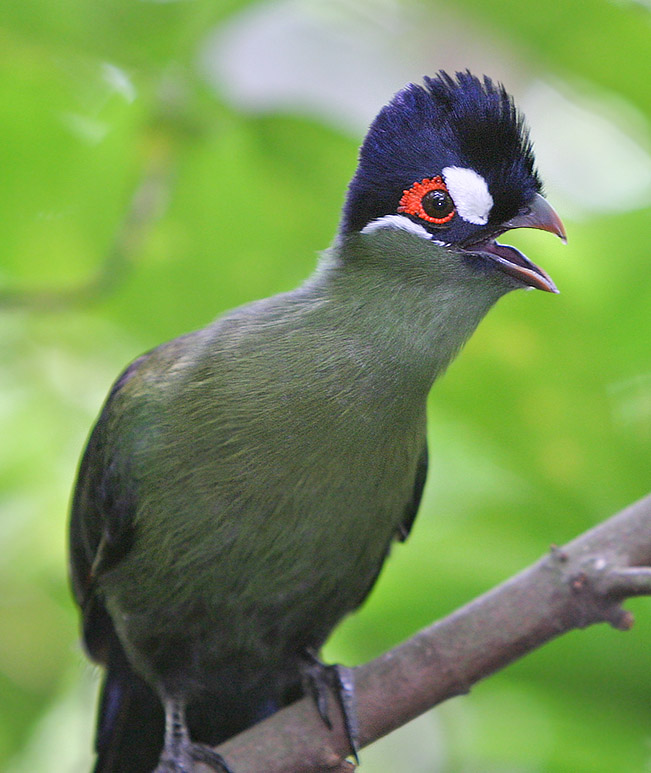
Seidenturako (Tauraco hartlaubi)

Im Mau-Wald wachsen vor allem Pouteria adolfi-friedericii, Strombosia scheffleri und Polyscias kikuyuensis. Weiterhin finden sich Olea capensis, Prunus africana, Albizia gummifera und die Breitblättrige Steineibe (Podocarpus latifolius).
Der Mau-Wald ist Lebensraum für viele Vogelarten, darunter der Seidenturako, Bergbussard, Braunsegler, Kehlbindenspecht und der Pirolgimpel. Im Waldgebiet leben außerdem unter anderem Bongos, Gelbrückenducker, Afrikanische Goldkatzen, Riesenwaldschweine, Leoparden, Hyänen, Büffel, Schwarz-weiße Stummelaffen und Impalas.

## Zerstörung des ökologischen Gleichgewichtes
Durch die fortgesetzte Abholzung des Mau-Waldes, der bereits ein Drittel seines ursprünglichen Baumbestandes eingebüßt hat, kommt es in Kenia zu immer längeren Dürreperioden. Die kühle Luft, die aus dem Mau-Wald aufsteigt, prallt mit den warmen Luftmassen, die vom Victoriasee kommen, zusammen. Dadurch bilden sich regelmäßige Regenfälle. Die radikale Abholzung führt zu weniger Bäumen, weniger kühler Luft und dadurch zu insgesamt weniger Regen. Der Mau-Wald verliert mit der Abholzung auch die Fähigkeit, Wasser in der Regenzeit zu speichern und in der Trockenzeit an die Flüsse, deren Quellgebiet er darstellt, gleichmäßig abzugeben. Die Quellflüsse des Mara führen dadurch in der Trockenzeit weniger Wasser, in der Regenzeit drohen in der Region hingegen Überschwemmungen. Überdies spült der Regen Erde von gerodeten Flächen in die Flüsse, die dadurch versanden während der erodierte Boden Fruchtbarkeit verliert.
2009 mussten die Menschen, die sich auf den abgeholzten Flächen angesiedelt hatten, auf Weisung der kenianischen Regierung unter Mwai Kibaki das Gebiet verlassen. Die Regierung will diejenigen Siedler finanziell entschädigen, die weniger als fünf Hektar Land besitzen und nachweisen können, dass ihr Landbesitz nicht auf einer Schenkung des früheren Präsidenten Daniel arap Moi beruht.